# Моисей (архиепископ Рязанский)
Архиепископ Моисей (в миру Максим; ум. 15 (25) февраля 1651) — епископ Русской православной церкви, архиепископ Рязанский и Муромский.

## Биография
До пострижения носил имя Максим и был протопопом Благовещенского собора Московского Кремля (1618—1635).
Будучи духовником царя Михаила Фёдоровича, Максим венчал его первым и вторым браком в Успенском соборе и был за свадебным столом. Крестил в 1627 году царевну Ирину Михайловну в Чудовом монастыре и нарекал имя и крестил в том же монастыре царевича Алексея Михайловича. Максим, как старший член причта Благовещенского собора, пользовался доходами с вотчин, пожалованных собору царской грамотой, получал ценные подарки и деньги от царя и царицы. Два его сына находились на царской службе.
Перед пострижением в монашество, в 1634 году, Максим удалился в Новгород, куда царица послала ему жалованье — «зуф (восточную шерстяную материю) маков цвет мерою девятнадцать аршин без чети».
В 1635 году был пострижен в монахи  с именем Моисея и состоял иеромонахом Троице-Сергиева монастыря.
10 января 1638 года хиротонисан во епископа Рязанского и Муромского с возведением в сан архиепископа; хиротнию возглавил патриарх Иоасаф I. В данном чине пробыл до своей смерти в 1651 году.

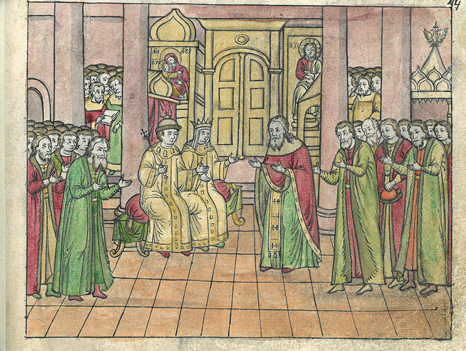
«И после того протопоп Максим, пришед к царю и великому князю и к ево царице, и им, государем, здравствовал, и потом здравствовали государю и царице тысяцкой и друшки, и бояре, которые были в церкве"

Моисей часто бывает в храмах и монастырях Рязанской епархии и на богомолье. Летом 1638 года он был на богомолье в Николо-Радовицком и Успенском Ольговом монастырях, в феврале 1639 года — на богомолье в Зарайске, в сентябре 1640 года — на богомолье в Троице-Сергиевом монастыре, в сентябре 1641 года — на богомолье в Солотчинском и Николо-Радовицком монастырях, летом 1643 года — на богомолье в Николо-Радовицком и Богословском монастырях.
Принимал участие в венчании на царство царя Алексея Михайловича.
В 1642 году участвовал в избрании патриарха Иосифа.
В 1649 году участвовал в хиротонии архимандрита Никона (будущего патриарха Московского и всея Руси) в митрополита Новгородского и Великолуцкого).
Скончался 15 февраля 1651 года. Погребен в Троице-Сергиевом монастыре в Успенском соборе.
В 1681 году на вкладные деньги архиепископа Моисея расписаны внутренние стены Успенского собора в Троице-Сергиевом монастыре.
Будучи царским духовником, Максим пользовался глубоким уважением царицы Евдокии Лукьяновны, которая весьма часто приобщая своих детей, почти всегда приглашала Максима служить сей цели литургию в Рождественской, Екатерининской или Евдокиинской церкви. Через него она же давала милостыню. Так в 1632 году царица даёт Максиму 10 рублей на поминовение души инокини Марфы Ивановны в Новгородскую пустынь. После того, как Максим удалился из Москвы в Новгород и перед его пострижением в монашество, пишет к нему письмо, в котором просит отписать к ней, сколько в Новгороде и Новгородских пределах находится чудотворных мест и какие чудеса проявились. 